# Liste der Lieder von Linkin Park

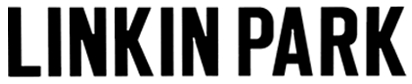
„Linkin Park“-Logo

Dies ist eine Liste der Lieder der US-amerikanischen Nu-Metal-Musikgruppe Linkin Park und ihrer Vorgängerbands Xero und Hybrid Theory.
Unter Studioaufnahmen sind alle fertiggestellten und veröffentlichten Lieder vorzufinden. Unter Remixe sind alle Remixe gelistet, die auf einem offiziellen Tonträger veröffentlicht wurden. Unter Demoaufnahmen finden sich Aufnahmen, die in den frühen Jahren der Bandgeschichte zu Promotionszwecken verwendet wurden, sowie alle unfertigen Lieder, die dem Fanclub Linkin Park Underground zur Verfügung gestellt wurden. Unterschiedliche Aufnahmen, inklusive neu gemasterte Aufnahmen, werden mehrfach aufgeführt. Tracks, die in keine der Kategorien passen, finden sich in der Kategorie Sonstige. Fett Gedrucktes bezeichnet den offiziellen Namen des Tracks, klein gedruckt sind Anmerkungen. Die Jahreszahl gibt das Datum der Erstveröffentlichung an.
Innerhalb der Bereiche sind die Titel alphabetisch geordnet.

## Inhaltsverzeichnis
- 1 Studioaufnahmen
  - 
# A B C D E F G H I J K L M N O P Q R S T U V W X
- 2 Remixe
  - 
# A B C D E F H I J K L M N P R S U V W
- 3 Demoaufnahmen
  - 
# A B C D E F G H I L M N O P R S T U W Y
- 5 Einzelnachweise
- 6 Weblinks

## Studioaufnahmen

### #
| Titel       | Autoren     | Album       | Jahr |
| ----------- | ----------- | ----------- | ---- |
| [Chali]     | Linkin Park | Reanimation | 2002 |
| [Riff Raff] | Linkin Park | Reanimation | 2002 |
| [Stef]      | Linkin Park | Reanimation | 2002 |

### A
| Titel                                     | Autoren                                                              | Album                 | Jahr |
| ----------------------------------------- | -------------------------------------------------------------------- | --------------------- | ---- |
| A Light That Never Comes (mit Steve Aoki) | Linkin Park, Steve Aoki                                              | Recharged             | 2013 |
| A Line in the Sand                        | Linkin Park                                                          | The Hunting Party     | 2014 |
| A Place for My Head                       | Linkin Park, Mark Wakefield, Dave Farrell                            | Hybrid Theory         | 2000 |
| A.06                                      | Linkin Park                                                          | Underground V2.0      | 2002 |
| Across the Line                           | Linkin Park                                                          | Underground 9 - Demos | 2009 |
| All for Nothing (feat. Page Hamilton)     | Linkin Park                                                          | The Hunting Party     | 2014 |
| And One                                   | Mike Shinoda, Joe Hahn, Brad Delson, Chester Bennington, Rob Bourdon | Hybrid Theory (EP)    | 1999 |
| Announcement Service Public               | Linkin Park                                                          | Underground 6         | 2006 |

### B
| Titel                | Autoren                     | Album               | Jahr |
| -------------------- | --------------------------- | ------------------- | ---- |
| Battle Symphony      | Linkin Park, Jonathan Green | One More Light      | 2017 |
| Blackbirds           | Linkin Park                 | 8-Bit Rebellion!    | 2010 |
| Blackout             | Linkin Park                 | A Thousand Suns     | 2010 |
| Bleed It Out         | Linkin Park                 | Minutes to Midnight | 2007 |
| Breaking the Habit   | Linkin Park                 | Meteora             | 2003 |
| Burn It Down         | Linkin Park                 | Living Things       | 2012 |
| Burning in the Skies | Linkin Park                 | A Thousand Suns     | 2010 |
| By Myself            | Linkin Park                 | Hybrid Theory       | 2000 |

### C
| Titel             | Autoren                                                              | Album              | Jahr |
| ----------------- | -------------------------------------------------------------------- | ------------------ | ---- |
| Carousel          | Mike Shinoda, Joe Hahn, Brad Delson, Chester Bennington, Rob Bourdon | Hybrid Theory (EP) | 1999 |
| Castle of Glass   | Linkin Park                                                          | Living Things      | 2012 |
| Casualty          | Linkin Park                                                          | From Zero          | 2024 |
| Crawling          | Linkin Park, Mark Wakefield                                          | Hybrid Theory      | 2000 |
| Cure for the Itch | Linkin Park                                                          | Hybrid Theory      | 2000 |
| Cut the Bridge    | Linkin Park                                                          | From Zero          | 2024 |

### D
| Titel                                            | Autoren                 | Album             | Jahr |
| ------------------------------------------------ | ----------------------- | ----------------- | ---- |
| Darker Than Blood (Steve Aoki feat. Linkin Park) | Steve Aoki, Linkin Park | Neon Future II    | 2015 |
| Don’t Stay                                       | Linkin Park             | Meteora           | 2003 |
| Drawbar (feat. Tom Morello)                      | Linkin Park             | The Hunting Party | 2014 |

### E
| Titel         | Autoren     | Album           | Jahr |
| ------------- | ----------- | --------------- | ---- |
| Easier to Run | Linkin Park | Meteora         | 2003 |
| Empty Spaces  | Linkin Park | A Thousand Suns | 2010 |

### F
| Titel             | Autoren                                   | Album                                    | Jahr |
| ----------------- | ----------------------------------------- | ---------------------------------------- | ---- |
| Faint             | Linkin Park                               | Meteora                                  | 2003 |
| Fallout           | Linkin Park                               | A Thousand Suns                          | 2010 |
| Fighting Myself   | Linkin Park                               | Meteora (20th Anniversary Edition)       | 2023 |
| Figure.09         | Linkin Park                               | Meteora                                  | 2003 |
| Final Masquerade  | Linkin Park                               | The Hunting Party                        | 2014 |
| Foreword          | Linkin Park                               | Meteora                                  | 2003 |
| Forgotten         | Linkin Park, Mark Wakefield, Dave Farrell | Hybrid Theory                            | 2000 |
| Friendly Fire     | Linkin Park, Jonathan Green               | Papercuts (Singles Collection 2000–2023) | 2024 |
| From the Inside   | Linkin Park                               | Meteora                                  | 2003 |
| From Zero (Intro) | Linkin Park                               | From Zero                                | 2024 |

### G
| Titel                                  | Autoren                                                      | Album               | Jahr |
| -------------------------------------- | ------------------------------------------------------------ | ------------------- | ---- |
| Given Up                               | Linkin Park                                                  | Minutes to Midnight | 2007 |
| Good Goodbye (feat. Pusha T & Stormzy) | Linkin Park, Jesse Shatkin, Terrence Thornton, Michael Omari | One More Light      | 2017 |
| Good Things Go                         | Linkin Park                                                  | From Zero           | 2024 |
| Guilty All the Same (feat. Rakim)      | Linkin Park, William Griffin                                 | The Hunting Party   | 2014 |

### H
| Titel                       | Autoren                                                                       | Album                              | Jahr |
| --------------------------- | ----------------------------------------------------------------------------- | ---------------------------------- | ---- |
| Halfway Right               | Chester Bennington, Mike Shinoda, Ross Golan, Michael Keenan Leary            | One More Light                     | 2017 |
| Hands Held High             | Linkin Park                                                                   | Minutes to Midnight                | 2007 |
| Healing Foot                | Linkin Park                                                                   | Meteora (20th Anniversary Edition) | 2023 |
| Heavy (feat. Kiiara)        | Chester Bennington, Mike Shinoda, Brad Delson, Justin Tranter, Julia Michaels | One More Light                     | 2017 |
| Heavy Is the Crown          | Linkin Park, Mike Elizondo                                                    | From Zero                          | 2024 |
| High Voltage                | Mike Shinoda, Joe Hahn, Brad Delson                                           | Hybrid Theory (EP)                 | 1999 |
| High Voltage (2000 Reprise) | Mike Shinoda, Joe Hahn, Brad Delson                                           | One Step Closer (Single)           | 2000 |
| Hit the Floor               | Linkin Park                                                                   | Meteora                            | 2003 |

### I
| Titel         | Autoren                     | Album                              | Jahr |
| ------------- | --------------------------- | ---------------------------------- | ---- |
| IGYEIH        | Linkin Park                 | From Zero                          | 2024 |
| I’ll Be Gone  | Linkin Park                 | Living Things                      | 2012 |
| In Between    | Linkin Park                 | Minutes to Midnight                | 2007 |
| In My Remains | Linkin Park                 | Living Things                      | 2012 |
| In Pieces     | Linkin Park                 | Minutes to Midnight                | 2007 |
| In the End    | Linkin Park                 | Hybrid Theory                      | 2000 |
| Invisible     | Mike Shinoda, Justin Parker | One More Light                     | 2017 |
| Iridescent    | Linkin Park                 | A Thousand Suns                    | 2010 |
| Issho Ni      | Linkin Park                 | Download to Donate: Tsunami Relief | 2011 |

### J
| Titel              | Autoren     | Album           | Jahr |
| ------------------ | ----------- | --------------- | ---- |
| Jornada del Muerto | Linkin Park | A Thousand Suns | 2010 |

### K
| Titel               | Autoren     | Album             | Jahr |
| ------------------- | ----------- | ----------------- | ---- |
| Keys to the Kingdom | Linkin Park | The Hunting Party | 2014 |

### L
| Titel                  | Autoren     | Album                              | Jahr |
| ---------------------- | ----------- | ---------------------------------- | ---- |
| Leave Out All the Rest | Linkin Park | Minutes to Midnight                | 2007 |
| Let You Fade           | Linkin Park | From Zero (Deluxe Edition)         | 2025 |
| Lies Greed Misery      | Linkin Park | Living Things                      | 2012 |
| Lost                   | Linkin Park | Meteora (20th Anniversary Edition) | 2023 |
| Lost in the Echo       | Linkin Park | Living Things                      | 2012 |
| Lying from You         | Linkin Park | Meteora                            | 2003 |

### M
| Titel           | Autoren      | Album                              | Jahr |
| --------------- | ------------ | ---------------------------------- | ---- |
| Mark the Graves | Linkin Park  | The Hunting Party                  | 2014 |
| Massive         | Linkin Park  | Meteora (20th Anniversary Edition) | 2023 |
| More the Victim | Linkin Park  | Meteora (20th Anniversary Edition) | 2023 |
| My December     | Mike Shinoda | One Step Closer (Single)           | 2000 |

### N
| Titel              | Autoren                     | Album                                           | Jahr |
| ------------------ | --------------------------- | ----------------------------------------------- | ---- |
| New Divide         | Linkin Park                 | Transformers: Revenge of the Fallen - The Album | 2009 |
| No More Sorrow     | Linkin Park                 | Minutes to Midnight                             | 2007 |
| No Roads Left      | Linkin Park                 | Minutes to Midnight (Tour Edition)              | 2007 |
| Nobody Can Save Me | Linkin Park, Jonathan Green | One More Light                                  | 2017 |
| Nobody’s Listening | Linkin Park                 | Meteora                                         | 2003 |
| Not Alone          | Linkin Park                 | Download to Donate for Haiti                    | 2010 |
| Ntr\Mission        | Linkin Park                 | Reanimation                                     | 2002 |
| Numb               | Linkin Park                 | Meteora                                         | 2003 |

### O
| Titel           | Autoren                             | Album          | Jahr |
| --------------- | ----------------------------------- | -------------- | ---- |
| One More Light  | Mike Shinoda, Francis White         | One More Light | 2017 |
| One Step Closer | Linkin Park, Scott Koziol           | Hybrid Theory  | 2000 |
| Opening         | Linkin Park                         | Reanimation    | 2002 |
| Over Each Other | Jon Green, Linkin Park, Matias Mora | From Zero      | 2024 |
| Overflow        | Linkin Park                         | From Zero      | 2024 |

### P
| Titel               | Autoren                                                              | Album              | Jahr |
| ------------------- | -------------------------------------------------------------------- | ------------------ | ---- |
| Papercut            | Linkin Park                                                          | Hybrid Theory      | 2000 |
| Part of Me          | Mike Shinoda, Joe Hahn, Brad Delson, Chester Bennington, Rob Bourdon | Hybrid Theory (EP) | 1999 |
| Points of Authority | Linkin Park                                                          | Hybrid Theory      | 2000 |
| Powerless           | Linkin Park                                                          | Living Things      | 2012 |
| Pushing Me Away     | Linkin Park                                                          | Hybrid Theory      | 2000 |

### Q
| Titel  | Autoren     | Album         | Jahr |
| ------ | ----------- | ------------- | ---- |
| Qwerty | Linkin Park | Underground 6 | 2006 |

### R
| Titel                            | Autoren                     | Album             | Jahr |
| -------------------------------- | --------------------------- | ----------------- | ---- |
| Rebellion (feat. Daron Malakian) | Linkin Park, Daron Malakian | The Hunting Party | 2014 |
| Roads Untraveled                 | Linkin Park                 | Living Things     | 2012 |
| Robot Boy                        | Linkin Park                 | A Thousand Suns   | 2010 |
| Runaway                          | Linkin Park, Mark Wakefield | Hybrid Theory     | 2000 |

### S
| Titel                   | Autoren                                                          | Album                                    | Jahr |
| ----------------------- | ---------------------------------------------------------------- | ---------------------------------------- | ---- |
| Session                 | Linkin Park                                                      | Meteora                                  | 2003 |
| Shadow of the Day       | Linkin Park                                                      | Minutes to Midnight                      | 2007 |
| Sharp Edges             | Mike Shinoda, Brad Delson, Ilsey Juber                           | One More Light                           | 2017 |
| She Couldn’t            | Linkin Park                                                      | Hybrid Theory (20th Anniversary Edition) | 2020 |
| Skin to Bone            | Linkin Park                                                      | Living Things                            | 2012 |
| Sold My Soul to Yo Mama | Joe Hahn, Chester Bennington, Mike Shinoda                       | Underground 4.0                          | 2004 |
| Somewhere I Belong      | Linkin Park                                                      | Meteora                                  | 2003 |
| Sorry for Now           | Mike Shinoda, Brad Delson, Matthew Tyler Musto, Andrew Goldstein | One More Light                           | 2017 |
| Stained                 | Linkin Park                                                      | From Zero                                | 2024 |
| Step Up                 | Mike Shinoda, Joe Hahn, Brad Delson                              | Hybrid Theory (EP)                       | 1999 |

### T
| Titel                                                   | Autoren                                             | Album                                           | Jahr |
| ------------------------------------------------------- | --------------------------------------------------- | ----------------------------------------------- | ---- |
| Talking to Myself                                       | Mike Shinoda, Brad Delson, Ilsey Juber, J. R. Rotem | One More Light                                  | 2017 |
| Technique (Short)                                       | Mike Shinoda, Joe Hahn                              | Hybrid Theory (EP)                              | 1999 |
| The Catalyst                                            | Linkin Park                                         | A Thousand Suns                                 | 2010 |
| The Emptiness Machine                                   | Linkin Park                                         | From Zero                                       | 2024 |
| The Little Things Give You Away                         | Linkin Park                                         | Minutes to Midnight                             | 2007 |
| The Messenger                                           | Linkin Park                                         | A Thousand Suns                                 | 2010 |
| The Radiance                                            | Linkin Park                                         | A Thousand Suns                                 | 2010 |
| The Requiem                                             | Linkin Park                                         | A Thousand Suns                                 | 2010 |
| The Summoning                                           | Linkin Park                                         | The Hunting Party                               | 2014 |
| Things in My Jeep (The Lonely Island feat. Linkin Park) | The Lonely Island, Linkin Park                      | Popstar: Never Stop Never Stopping (Soundtrack) | 2016 |
| Tinfoil                                                 | Linkin Park                                         | Living Things                                   | 2012 |
| Two Faced                                               | Linkin Park                                         | From Zero                                       | 2024 |

### U
| Titel              | Autoren     | Album                      | Jahr |
| ------------------ | ----------- | -------------------------- | ---- |
| Unshatter          | Linkin Park | From Zero (Deluxe Edition) | 2025 |
| Until It Breaks    | Linkin Park | Living Things              | 2012 |
| Until It’s Gone    | Linkin Park | The Hunting Party          | 2014 |
| Up from the Bottom | Linkin Park | From Zero (Deluxe Edition) | 2025 |

### V
| Titel           | Autoren     | Album               | Jahr |
| --------------- | ----------- | ------------------- | ---- |
| Valentine’s Day | Linkin Park | Minutes to Midnight | 2007 |
| Victimized      | Linkin Park | Living Things       | 2012 |

### W
| Titel                                       | Autoren                                                                                          | Album               | Jahr |
| ------------------------------------------- | ------------------------------------------------------------------------------------------------ | ------------------- | ---- |
| Waiting for the End                         | Linkin Park                                                                                      | A Thousand Suns     | 2010 |
| Wake                                        | Linkin Park                                                                                      | Minutes to Midnight | 2007 |
| War                                         | Linkin Park                                                                                      | The Hunting Party   | 2014 |
| Wastelands                                  | Linkin Park                                                                                      | The Hunting Party   | 2014 |
| We Made It (Busta Rhymes feat. Linkin Park) | Trevor Smith, Jr., Marcello Valenzano, Andre Lyon, Chester Bennington, Brad Delson, Mike Shinoda | We Made It (Single) | 2008 |
| What I’ve Done                              | Linkin Park                                                                                      | Minutes to Midnight | 2007 |
| When They Come for Me                       | Linkin Park                                                                                      | A Thousand Suns     | 2010 |
| Wisdom, Justice, and Love                   | Linkin Park                                                                                      | A Thousand Suns     | 2010 |
| With You                                    | Linkin Park, The Dust Brothers                                                                   | Hybrid Theory       | 2000 |
| Wretches and Kings                          | Linkin Park                                                                                      | A Thousand Suns     | 2010 |

### X
| Titel             | Autoren     | Album       | Jahr |
| ----------------- | ----------- | ----------- | ---- |
| X-Ecutioner Style | Linkin Park | Reanimation | 2002 |

## Remixe

### #
| Titel                                                 | Autoren     | Album       | Jahr |
| ----------------------------------------------------- | ----------- | ----------- | ---- |
| 1stp Klosr (The Humble Brothers feat. Jonathan Davis) | Linkin Park | Reanimation | 2002 |

### A
| Titel                                         | Autoren     | Album                              | Jahr |
| --------------------------------------------- | ----------- | ---------------------------------- | ---- |
| A Light That Never Comes (Angger Dimas Remix) | Linkin Park | A Light That Never Comes (Remixes) | 2014 |
| A Light That Never Comes (Brian Yates Remix)  | Linkin Park | A Light That Never Comes (Remixes) | 2014 |
| A Light That Never Comes (Coone Remix)        | Linkin Park | A Light That Never Comes (Remixes) | 2014 |
| A Light That Never Comes (Rick Rubin Reboot)  | Linkin Park | Recharged                          | 2013 |
| A Light That Never Comes (Twoloud Remix)      | Linkin Park | A Light That Never Comes (Remixes) | 2014 |
| A Light That Never Comes (Vicetone Remix)     | Linkin Park | A Light That Never Comes (Remixes) | 2014 |
| A Light That Never Comes (Vicetone Remix Dub) | Linkin Park | A Light That Never Comes (Remixes) | 2014 |

### B
| Titel                                  | Autoren     | Album                                                         | Jahr |
| -------------------------------------- | ----------- | ------------------------------------------------------------- | ---- |
| Blackout (Renholdër Remix)             | Linkin Park | Underworld: Awakening (Original Motion Picture Soundtrack)    | 2012 |
| Burn It Down (Bobina Remix)            | Linkin Park | Living Things Remix (pre-Order-Bonus-Track von Living Things) | 2012 |
| Burn It Down (Enferno Remix)           | Linkin Park | Recharged                                                     | 2013 |
| Burn It Down (Paul van Dyk Remix)      | Linkin Park | Recharged (Bonus-Track)                                       | 2013 |
| Burn It Down (RAC Remix)               | Linkin Park | Living Things Remix (pre-Order-Bonus-Track von Living Things) | 2012 |
| Buy Myself (Marilyn Manson Remix)      | Linkin Park | H! Vltg3 / Pts.of.Athrty (Single)                             | 2002 |
| By_Myslf (Josh Abraham & Mike Shinoda) | Linkin Park | Reanimation                                                   | 2002 |

### C
| Titel                              | Autoren     | Album     | Jahr |
| ---------------------------------- | ----------- | --------- | ---- |
| Castle of Glass (M. Shinoda Remix) | Linkin Park | Recharged | 2013 |

### D
| Titel                                             | Autoren                                   | Album            | Jahr |
| ------------------------------------------------- | ----------------------------------------- | ---------------- | ---- |
| Dirt Off Your Shoulder/Lying from You (vs. Jay-Z) | Shawn Carter, Timothy Mosley, Linkin Park | Collision Course | 2004 |

### E
| Titel                                      | Autoren     | Album       | Jahr |
| ------------------------------------------ | ----------- | ----------- | ---- |
| Enth E Nd (KutMasta Kurt feat. Motion Man) | Linkin Park | Reanimation | 2002 |

### F
| Titel                                   | Autoren                                   | Album       | Jahr |
| --------------------------------------- | ----------------------------------------- | ----------- | ---- |
| Frgt/10 (The Alchemist feat. Chali 2na) | Linkin Park, Mark Wakefield, Dave Farrell | Reanimation | 2002 |

### H
| Titel                                              | Autoren                                                                       | Album                                              | Jahr |
| -------------------------------------------------- | ----------------------------------------------------------------------------- | -------------------------------------------------- | ---- |
| H! Vltg3 (Evidence feat. Pharoahe Monch & DJ Babu) | Linkin Park, Derek Murphy, Lorenzo Dechalus, Maxwell Dixon                    | Reanimation                                        | 2002 |
| Heavy (Nicky Romero Remix feat. Kiiara)            | Chester Bennington, Mike Shinoda, Brad Delson, Justin Tranter, Julia Michaels | Heavy (feat. Kiiara) [Nicky Romero Remix] – Single | 2017 |

### I
| Titel                                   | Autoren                                                                                            | Album            | Jahr |
| --------------------------------------- | -------------------------------------------------------------------------------------------------- | ---------------- | ---- |
| I’ll Be Gone (Schoolboy Remix)          | Linkin Park                                                                                        | Recharged        | 2013 |
| I’ll Be Gone (Vice Remix feat. Pusha T) | Linkin Park                                                                                        | Recharged        | 2013 |
| Izzo/In the End (vs. Jay-Z)             | Shawn Carter, Kanye West, Berry Gordy, Alphonso Mizell, Freddie Perren, Deke Richards, Linkin Park | Collision Course | 2004 |

### J
| Titel                        | Autoren                                                   | Album            | Jahr |
| ---------------------------- | --------------------------------------------------------- | ---------------- | ---- |
| Jigga What/Faint (vs. Jay-Z) | Shawn Carter, Jonathan Burks, Timothy Mosley, Linkin Park | Collision Course | 2004 |

### K
| Titel                                   | Autoren     | Album       | Jahr |
| --------------------------------------- | ----------- | ----------- | ---- |
| Krwlng (Mike Shinoda feat. Aaron Lewis) | Linkin Park | Reanimation | 2002 |
| Kyur4 th Ich (Chairman Hahn)            | Linkin Park | Reanimation | 2002 |

### L
| Titel                                  | Autoren     | Album                           | Jahr |
| -------------------------------------- | ----------- | ------------------------------- | ---- |
| L.O.A.T.R. (M. Shinoda Remix)          | Linkin Park | Leave Out All the Rest (Single) | 2008 |
| Lies Greed Misery (Dirtyphonics Remix) | Linkin Park | Recharged                       | 2013 |
| Lost in the Echo (KillSonik Remix)     | Linkin Park | Recharged                       | 2013 |

### M
| Titel                                | Autoren     | Album       | Jahr |
| ------------------------------------ | ----------- | ----------- | ---- |
| My<Dsmbr (Mickey P. feat. Kelli Ali) | Linkin Park | Reanimation | 2002 |

### N
| Titel                   | Autoren                               | Album            | Jahr |
| ----------------------- | ------------------------------------- | ---------------- | ---- |
| Numb/Encore (vs. Jay-Z) | Linkin Park, Shawn Carter, Kanye West | Collision Course | 2004 |

### P
| Titel                                                           | Autoren | Album            | Jahr |
| --------------------------------------------------------------- | --- | ---------------- | ---- |
| P5hng Me A*wy (Mike Shinoda feat. Stephen Richards)             | Linkin Park | Reanimation      | 2002 |
| Plc.4 Mie Hæd (Amp Live feat. Zion)                             | Linkin Park, Mark Wakefield, Dave Farrell | Reanimation      | 2002 |
| Points of Authority / 99 Problems / One Step Closer (vs. Jay-Z) | Linkin Park, Shawn Carter, Rick Rubin, Norman Landsberg, Felix Pappalardi, John Ventura, Leslie Weinstein, Billy Squier, Tracy Marrow, Alphonso Henderson | Collision Course | 2004 |
| Powerless (Enferno Remix)                                       | Linkin Park | Recharged        | 2013 |
| Ppr:Kut (DJ Cheapshot & Jubacca feat. Rasco & Planet Asia)      | Linkin Park | Reanimation      | 2002 |
| Pts.of.Athrty (Jay Gordon)                                      | Linkin Park | Reanimation      | 2002 |
| Pts.of.Athrty (Crystal Method Remix)                            | Linkin Park | Underground V2.0 | 2002 |

### R
| Titel                                         | Autoren                     | Album       | Jahr |
| --------------------------------------------- | --------------------------- | ----------- | ---- |
| Rnw@y (Backyard Bangers feat. Phoenix Orion)  | Linkin Park, Mark Wakefield | Reanimation | 2002 |
| Roads Untraveled (Rad Omen Remix feat. Bun B) | Linkin Park                 | Recharged   | 2013 |

### S
| Titel                                                        | Autoren     | Album     | Jahr |
| ------------------------------------------------------------ | ----------- | --------- | ---- |
| Skin to Bone (Nick Catchdubs Remix feat. Cody B. Ware & Ryu) | Linkin Park | Recharged | 2013 |

### T
| Titel                                         | Autoren     | Album                             | Jahr |
| --------------------------------------------- | ----------- | --------------------------------- | ---- |
| The Catalyst (feat. Cale Pellick)             | Linkin Park | The Catalyst EP                   | 2010 |
| The Catalyst (feat. DJ Endorphin)             | Linkin Park | The Catalyst EP                   | 2010 |
| The Catalyst ("Bobby Bloomfield" DIOYY Remix) | Linkin Park | The Catalyst EP                   | 2010 |
| The Catalyst ("Guitarmagedon" DIOYY Remix)    | Linkin Park | Waiting for the End (Single)      | 2010 |
| The Catalyst (Keaton Hashimoto Remix)         | Linkin Park | Download to Donate for Haiti V2.0 | 2011 |
| The Catalyst (King Fantastic Remix)           | Linkin Park | The Catalyst EP                   | 2010 |
| The Catalyst (NoBrain Remix)                  | Linkin Park | A Thousand Suns (Bonus-Track)     | 2010 |

### U
| Titel                                        | Autoren     | Album     | Jahr |
| -------------------------------------------- | ----------- | --------- | ---- |
| Until It Breaks (Datsik Remix)               | Linkin Park | Recharged | 2013 |
| Until It Breaks (Money Mark Headphone Remix) | Linkin Park | Recharged | 2013 |

### V
| Titel                         | Autoren     | Album     | Jahr |
| ----------------------------- | ----------- | --------- | ---- |
| Victimized (M. Shinoda Remix) | Linkin Park | Recharged | 2013 |

### W
| Titel                                                                                               | Autoren                                        | Album                                                      | Jahr |
| --------------------------------------------------------------------------------------------------- | ---------------------------------------------- | ---------------------------------------------------------- | ---- |
| Waiting for the End (The Glitch Mob Remix)                                                          | Linkin Park                                    | Waiting for the End (Single)                               | 2010 |
| What I’ve Done (Distorted Remix) (identisch mit What I’ve Done M. Shinoda Remix)                    | Linkin Park                                    | Minutes to Midnight (Bonus-Track)                          | 2010 |
| What I’ve Done (M. Shinoda Remix) (identisch mit What I’ve Done Distorted Remix)                    | Linkin Park                                    | Underground X - Demos                                      | 2010 |
| Wretches and Kings (Get Busy Committee Remix feat. Styles of Beyond, Scoop DeVille & Divine Styler) | Linkin Park, Divine Styler, Get Busy Committee | It’s the Bootleg, Muthafuckas! Volume 3: Fire Walk With Me | 2012 |
| Wth>You (Chairman Hahn feat. Aceyalone)                                                             | Linkin Park, The Dust Brothers                 | Reanimation                                                | 2002 |

## Demoaufnahmen

### #
| Titel                    | Autoren                          | Album         | Jahr |
| ------------------------ | -------------------------------- | ------------- | ---- |
| 26 Lettaz in da Alphabet | Mike Shinoda, Chester Bennington | Underground 8 | 2008 |

### A
| Titel                                | Autoren                                   | Album                                           | Jahr |
| ------------------------------------ | ----------------------------------------- | ----------------------------------------------- | ---- |
| A Place for My Head                  | Linkin Park, Mark Wakefield, Dave Farrell | Hybrid Theory (Unmastered Studio Finals 5/7/00) | 2000 |
| A Place for My Head (Esaul)          | Linkin Park, Mark Wakefield, Dave Farrell | Hybrid Theory (2-Track Demo)                    | 1999 |
| A6 (Meteora\|20 Demo)                | Linkin Park                               | Meteora (20th Anniversary Edition)              | 2023 |
| A-Six (Original Long Version 2002)   | Linkin Park                               | Underground 9 - Demos                           | 2009 |
| After Canada (2005 Demo)             | Linkin Park                               | Underground XIV                                 | 2014 |
| Air Force One (2015 Demo)            | Linkin Park                               | Underground Sixteen                             | 2016 |
| Animals (2011 Demo)                  | Linkin Park                               | Underground 15                                  | 2015 |
| Apaches (Until It Breaks Demo No. 1) | Linkin Park                               | Underground XIII                                | 2013 |
| Asbestos (Minutes to Midnight Demo)  | Linkin Park                               | Underground 12                                  | 2012 |
| Asteroids                            | Linkin Park                               | Stagelight (Musiksoftware)                      | 2014 |
| Attached (2003 Demo)                 | Linkin Park                               | Exklusive Downloadveröffentlichung              | 2016 |
| Aubrey One (2009 Demo)               | Linkin Park                               | Underground XIV                                 | 2014 |

### B
| Titel                                        | Autoren                          | Album                                           | Jahr |
| -------------------------------------------- | -------------------------------- | ----------------------------------------------- | ---- |
| Basil (2008 Demo)                            | Linkin Park                      | Underground 15                                  | 2015 |
| Basquiat (2007 Demo)                         | Linkin Park                      | Underground XIII                                | 2013 |
| Bang Three (What I’ve Done Original Demo)    | Linkin Park                      | Underground Eleven                              | 2011 |
| Berlin One, Version C (2009 Demo)            | Linkin Park                      | Underground XIV                                 | 2014 |
| Blanka (2008 Demo)                           | Linkin Park                      | Underground XIV                                 | 2014 |
| Bleed It Out (2007 Demo)                     | Linkin Park                      | Underground Sixteen                             | 2016 |
| Blue (1998 Unreleased Hybrid Theory Demo)    | Linkin Park                      | Underground Eleven                              | 2011 |
| Breaking the Habit (Original Mike 2002 Demo) | Linkin Park                      | Underground XIV                                 | 2014 |
| Broken Foot (Meteora Demo)                   | Linkin Park                      | Underground Eleven                              | 2011 |
| Bruiser                                      | Linkin Park                      | Stagelight (Musiksoftware)                      | 2012 |
| Bubbles                                      | Mike Shinoda, Chester Bennington | Underground 8                                   | 2008 |
| Burberry (2015 Demo)                         | Linkin Park                      | Underground Sixteen                             | 2016 |
| By Myself (2-Track Version)                  | Linkin Park                      | Hybrid Theory (2-Track Demo)                    | 1999 |
| By Myself (Raw Power Version)                | Linkin Park                      | Raw Power                                       | 2000 |
| By Myself (Unmastered Version)               | Linkin Park                      | Hybrid Theory (Unmastered Studio Finals 5/7/00) | 2000 |

### C
| Titel                                      | Autoren                                       | Album                                           | Jahr |
| ------------------------------------------ | --------------------------------------------- | ----------------------------------------------- | ---- |
| Can’t Hurt Me (2014 Demo)                  | Linkin Park                                   | Underground Sixteen                             | 2016 |
| Carousel (8-Track Version)                 | Linkin Park                                   | Hybrid Theory (8-Track Demo)                    | 1999 |
| Carousel (9-Track Version)                 | Linkin Park                                   | Hybrid Theory (9-Track Demo)                    | 2000 |
| Carousel (Demo)                            | Linkin Park                                   | Hybrid Theory – 20th Anniversary Edition        | 2020 |
| Chance of Rain (2006 Demo)                 | Linkin Park                                   | Underground 15                                  | 2015 |
| Clarity (Minutes to Midnight Demo)         | Linkin Park                                   | Underground 12                                  | 2012 |
| Closing                                    | Mike Shinoda, Joe Hahn                        | Rapology 12                                     | 1998 |
| Coal (1997 Demo)                           | Linkin Park                                   | Underground X - Demos                           | 2010 |
| Complimentary                              | Linkin Park                                   | Stagelight (Musiksoftware)                      | 2012 |
| Consequence A (2010 Demo)                  | Linkin Park                                   | Underground Sixteen                             | 2016 |
| Consequence B (2010 Demo)                  | Linkin Park                                   | Underground Sixteen                             | 2016 |
| Could Have Been                            | Chester Bennington, Brad Delson, Mike Shinoda | Hybrid Theory – 20th Anniversary Edition        | 2020 |
| Crawling (6-Track Version)                 | Linkin Park, Mark Wakefield                   | Hybrid Theory (6-Track Demo)                    | 2000 |
| Crawling (8-Track Version)                 | Linkin Park, Mark Wakefield                   | Hybrid Theory (8-Track Demo)                    | 1999 |
| Crawling (9-Track Version)                 | Linkin Park, Mark Wakefield                   | Hybrid Theory (9-Track Demo)                    | 2000 |
| Crawling (Unmastered Version)              | Linkin Park, Mark Wakefield                   | Hybrid Theory (Unmastered Studio Finals 5/7/00) | 2000 |
| Crawling (Demo)                            | Linkin Park                                   | Hybrid Theory – 20th Anniversary Edition        | 2020 |
| Cuidado (Lying from You Demo)              | Linkin Park                                   | Meteora (20th Anniversary Edition)              | 2023 |
| Cumulus (2002 Demo) (More the Victim Demo) | Linkin Park                                   | Underground XIII                                | 2013 |

### D
| Titel                                                 | Autoren                                                                      | Album                                    | Jahr |
| ----------------------------------------------------- | ---------------------------------------------------------------------------- | ---------------------------------------- | ---- |
| Da Bloos                                              | Mike Shinoda, Chester Bennington                                             | Underground 8                            | 2008 |
| Dark Crystal (2015 Demo)                              | Linkin Park                                                                  | Underground Sixteen                      | 2016 |
| Dave Sbeat Feat. Joe (2009) [sic!]                    | Dave Farrell, Joe Hahn                                                       | Underground XIV                          | 2014 |
| Debris (Minutes to Midnight Demo)                     | Linkin Park                                                                  | Underground 12                           | 2012 |
| Dedicated (Demo 1999)                                 | Mike Shinoda, Brad Delson, Joe Hahn, Chester Bennington                      | Underground V2.0                         | 2002 |
| Dialate (Xero Demo)                                   | Mike Shinoda, Mark Wakefield, Clifford Smith, Robert Fitzgerald, Corey Woods | Hybrid Theory – 20th Anniversary Edition | 2020 |
| Divided (2005 Demo)                                   | Linkin Park                                                                  | Underground X - Demos                    | 2010 |
| Drawing (Breaking the Habit Demo 2002)                | Linkin Park                                                                  | Underground 9 - Demos                    | 2009 |
| Drum Song (The Little Things Give You Away Demo 2006) | Linkin Park                                                                  | Underground 9 - Demos                    | 2009 |
| Dust Brothers (With You Demo)                         | Linkin Park                                                                  | Hybrid Theory (6-Track Demo)             | 2000 |

### E
| Titel                                                      | Autoren                                             | Album                                    | Jahr |
| ---------------------------------------------------------- | --------------------------------------------------- | ---------------------------------------- | ---- |
| Esaùl (A Place for My Head Demo)                           | Linkin Park, Mark Wakefield, Dave Farrell           | Hybrid Theory (9-Track Demo)             | 2000 |
| Esaul (A Place for My Head Demo, Hybridtheory.com Version) | Linkin Park, Mark Wakefield, Dave Farrell           |                                          | 1999 |
| Esaul (A Place for My Head Demo)                           | Linkin Park                                         | Underground Eleven                       | 2011 |
| Esaul (Xero Demo)                                          | Brad Delson, Joe Hahn, Mike Shinoda, Mark Wakefield | Hybrid Theory – 20th Anniversary Edition | 2020 |

### F
| Titel                                                        | Autoren                                   | Album                                           | Jahr |
| ------------------------------------------------------------ | ----------------------------------------- | ----------------------------------------------- | ---- |
| Faint (Demo 2002)                                            | Linkin Park                               | Underground 9 - Demos                           | 2009 |
| Faint (Meteora\|20 Demo)                                     | Linkin Park                               | Meteora (20th Anniversary Edition)              | 2023 |
| Fear (Leave Out All the Rest Demo 2006)                      | Linkin Park                               | Underground 9 - Demos                           | 2009 |
| Fiends (feat. 007)                                           | Mike Shinoda, Joe Hahn                    | Rapology 14                                     | 1998 |
| Figure.09 (Demo 2002)                                        | Linkin Park                               | Underground 9 - Demos                           | 2009 |
| Foot Patrol (Until It Breaks Demo No. 2)                     | Linkin Park                               | Underground XIII                                | 2013 |
| Forgotten                                                    | Linkin Park, Mark Wakefield, Dave Farrell | Hybrid Theory (Unmastered Studio Finals 5/7/00) | 2000 |
| Forgotten (Demo) (identisch mit Rhinestone, 9-Track Version) | Linkin Park, Mark Wakefield               | Underground 12                                  | 2012 |
| Froctagon (2009 Demo)                                        | Linkin Park                               | Underground XIV                                 | 2014 |
| Fuse                                                         | Linkin Park, Mark Wakefield               | Xero                                            | 1997 |

### G
| Titel                   | Autoren     | Album                              | Jahr |
| ----------------------- | ----------- | ---------------------------------- | ---- |
| Grr (1999 Demo)         | Linkin Park | Exklusive Downloadveröffentlichung | 2016 |
| Grudgematch (2009 Demo) | Linkin Park | Exklusive Downloadveröffentlichung | 2016 |

### H
| Titel                                               | Autoren     | Album                              | Jahr |
| --------------------------------------------------- | ----------- | ---------------------------------- | ---- |
| Halo (2002 Demo)                                    | Linkin Park | Underground X - Demos              | 2010 |
| Heartburn (2007 Demo)                               | Linkin Park | Underground XIV                    | 2014 |
| Hemispheres (2011 Demo)                             | Linkin Park | Underground XIII                   | 2013 |
| Holding Company (2011 Demo) (Lost in the Echo Demo) | Linkin Park | Underground XIII                   | 2013 |
| Homecoming (Minutes to Midnight Demo)               | Linkin Park | Underground 12                     | 2012 |
| Hurry (1999 Demo)                                   | Linkin Park | Exklusive Downloadveröffentlichung | 2016 |
| Husky (Hit the Floor Demo)                          | Linkin Park | Meteora (20th Anniversary Edition) | 2023 |

### I
| Titel                              | Autoren     | Album                              | Jahr |
| ---------------------------------- | ----------- | ---------------------------------- | ---- |
| I Have Not Begun (2009 Demo)       | Linkin Park | Underground X - Demos              | 2010 |
| In the End (Demo)                  | Linkin Park | Underground Eleven                 | 2011 |
| Interrogation (Easier to Run Demo) | Linkin Park | Meteora (20th Anniversary Edition) | 2023 |

### L
| Titel                         | Autoren     | Album                              | Jahr |
| ----------------------------- | ----------- | ---------------------------------- | ---- |
| Lies Greed Misery (2010 Demo) | Linkin Park | Underground Sixteen                | 2016 |
| Lockjaw                       | Linkin Park | Exklusive Downloadveröffentlichung | 2008 |
| Loop Jam 1                    | Linkin Park | Stagelight (Musiksoftware)         | 2012 |
| Loop Jam 2                    | Linkin Park | Stagelight (Musiksoftware)         | 2012 |
| Lost (2002 Mix)               | Linkin Park | Meteora (20th Anniversary Edition) | 2023 |

### M
| Titel                                 | Autoren     | Album           | Jahr |
| ------------------------------------- | ----------- | --------------- | ---- |
| Malathion+Tritonus (2008 Berlin Demo) | Linkin Park | Underground XIV | 2014 |

### N
| Titel                                         | Autoren                          | Album                                               | Jahr |
| --------------------------------------------- | -------------------------------- | --------------------------------------------------- | ---- |
| No Laundry                                    | Mike Shinoda, Chester Bennington | Underground 8                                       | 2008 |
| Now I See (With You Demo, Ozzfest Version)    | Linkin Park, The Dust Brothers   | Wicked World of Warner Bros. Reprise - Ozzfest 2000 | 2000 |
| Now I See (With You Demo, Unmastered Version) | Linkin Park, The Dust Brothers   | Hybrid Theory (Unmastered Studio Finals 5/7/00)     | 2000 |

### O
| Titel                            | Autoren     | Album                 | Jahr |
| -------------------------------- | ----------- | --------------------- | ---- |
| Oh No (Points of Authority Demo) | Linkin Park | Underground X - Demos | 2010 |
| Ominous (Meteora Demo)           | Linkin Park | Underground 12        | 2012 |

### P
| Titel                                                                              | Autoren                                                          | Album                                           | Jahr |
| ---------------------------------------------------------------------------------- | ---------------------------------------------------------------- | ----------------------------------------------- | ---- |
| Pale (2006 Demo)                                                                   | Linkin Park                                                      | Underground X - Demos                           | 2010 |
| Paper Cut (Papercut Demo)                                                          | Linkin Park                                                      | Hybrid Theory (Unmastered Studio Finals 5/7/00) | 2000 |
| Papercut                                                                           | Linkin Park                                                      | Hybrid Theory (6-Track Demo)                    | 2000 |
| Part of Me (8-Track Version)                                                       | Linkin Park                                                      | Hybrid Theory (8-Track Demo)                    | 1999 |
| Part of Me (9-Track Version)                                                       | Linkin Park                                                      | Hybrid Theory (9-Track Demo)                    | 2000 |
| PB N’ Jellyfish                                                                    | Mike Shinoda, Chester Bennington                                 | Underground 8                                   | 2008 |
| Pepper (Meteora Demo)                                                              | Linkin Park                                                      | Underground 12                                  | 2012 |
| Pictureboard                                                                       | Brad Delson, Joe Hahn, Mike Shinoda, Mark Wakefield, Barry White | Hybrid Theory – 20th Anniversary Edition        | 2020 |
| Place 4 My Head (Plc.4 Mie Hæd Demo)                                               | Linkin Park                                                      |                                                 | 2002 |
| Plaster (One Step Closer Demo, 6-Track Version)                                    | Linkin Park, Scott Koziol                                        | Hybrid Theory (6-Track Demo)                    | 2000 |
| Plaster (One Step Closer Demo, Unmastered Version)                                 | Linkin Park, Scott Koziol                                        | Hybrid Theory (Unmastered Studio Finals 5/7/00) | 2000 |
| Plaster (David Kahne Mix 1 of 4) (One Step Closer Demo)                            | Linkin Park, Scott Koziol                                        | Plaster (1-Track Demo)                          | 2000 |
| Plaster 2 (Figure.09 Demo)                                                         | Linkin Park                                                      | Meteora (20th Anniversary Edition)              | 2023 |
| Pods 1 of 3 (1998 Demo)                                                            | Linkin Park                                                      | Underground 15                                  | 2015 |
| Pods 1 of 3 (1998 Demo)                                                            | Linkin Park                                                      | Underground 15                                  | 2015 |
| Pods 1 of 3 (1998 Demo)                                                            | Linkin Park                                                      | Underground 15                                  | 2015 |
| Points & Authority (Points of Authority Demo) (identisch mit Points and Authority) | Linkin Park                                                      | Hybrid Theory (9-Track Demo)                    | 1999 |
| Points and Authority (Points of Authority Demo) (identisch mit Points & Authority) | Linkin Park                                                      | Hybrid Theory (8-Track Demo)                    | 1999 |
| Points of Authority (6-Track Version)                                              | Linkin Park                                                      | Hybrid Theory (6-Track Demo)                    | 2000 |
| Points of Authority (Unmastered Version)                                           | Linkin Park                                                      | Hybrid Theory (Unmastered Studio Finals 5/7/00) | 2000 |
| Points of Authority (Demo)                                                         | Linkin Park                                                      | Underground 12                                  | 2012 |
| Pretend to Be (Demo 2008)                                                          | Linkin Park                                                      | Underground X - Demos                           | 2010 |
| Pretty Birdy (Somewhere I Belong 2002 Demo)                                        | Linkin Park                                                      | Underground XIII                                | 2013 |
| Primo (I’ll Be Gone - Longform 2010 Demo)                                          | Linkin Park                                                      | Underground XIII                                | 2013 |
| Program (Meteora Demo)                                                             | Linkin Park                                                      | Underground Eleven                              | 2011 |
| Pts.of.Athrty                                                                      | Linkin Park                                                      |                                                 | 2002 |

### R
| Titel                                                                         | Autoren                                             | Album                                           | Jahr |
| ----------------------------------------------------------------------------- | --------------------------------------------------- | ----------------------------------------------- | ---- |
| Reading My Eyes                                                               | Linkin Park, Mark Wakefield                         | Xero                                            | 1997 |
| Reading My Eyes (Xero Demo)                                                   | Mike Shinoda, Mark Wakefield                        | Hybrid Theory – 20th Anniversary Edition        | 2020 |
| Resolution                                                                    | Linkin Park                                         | Meteora (20th Anniversary Edition)              | 2023 |
| Rhinestone (Forgotten Demo, 9-Track Version) (identisch mit Forgotten (Demo)) | Linkin Park, Mark Wakefield                         | Hybrid Theory (9-Track Demo)                    | 2000 |
| Rhinestone (Forgotten Demo, Xero Version)                                     | Linkin Park, Mark Wakefield                         | Xero                                            | 1997 |
| Rhinestone (Xero Demo)                                                        | Brad Delson, Joe Hahn, Mike Shinoda, Mark Wakefield | Hybrid Theory – 20th Anniversary Edition        | 2020 |
| Rhinocerous (2002 Demo)                                                       | Linkin Park                                         | Underground XIV                                 | 2014 |
| Robot Boy (Test Mix, Option Vocal Take)                                       | Linkin Park                                         | Underground Eleven                              | 2011 |
| Runaway                                                                       | Linkin Park, Mark Wakefield                         | Hybrid Theory (Unmastered Studio Finals 5/7/00) | 2000 |

### S
| Titel                                                                                   | Autoren                                       | Album                                    | Jahr |
| --------------------------------------------------------------------------------------- | --------------------------------------------- | ---------------------------------------- | ---- |
| Sad (By Myself Demo 1999)                                                               | Linkin Park                                   | Underground 9 - Demos                    | 2009 |
| She Couldn’t                                                                            | Linkin Park                                   | Hybrid Theory (8-Track Demo)             | 1999 |
| Shifter (From the Inside Demo)                                                          | Linkin Park                                   | Meteora (20th Anniversary Edition)       | 2023 |
| Slip (1998 Unreleased Hybrid Theory Demo)                                               | Linkin Park                                   | Underground Eleven                       | 2011 |
| So Far Away (Unreleased 1998)                                                           | Linkin Park                                   | Underground 12                           | 2012 |
| Space Station                                                                           | Linkin Park                                   | Stagelight (Musiksoftware)               | 2012 |
| Soundtrack (Meteora Demo)                                                               | Linkin Park                                   | Underground Eleven                       | 2011 |
| Stick and Move (Runaway Demo 1998)                                                      | Linkin Park, Mark Wakefield                   | Underground 9 - Demos                    | 2009 |
| Stick N Move (Runaway Demo)                                                             | Linkin Park, Mark Wakefield                   | Xero                                     | 1997 |
| Stick N Move (Demo)                                                                     | Mike Shinoda, Mark Wakefield                  | Hybrid Theory – 20th Anniversary Edition | 2020 |
| Super Zero (By Myself Demo, 9-Track Version) (identisch mit SuperXero, 8-Track Version) | Linkin Park                                   | Hybrid Theory (9-Track Demo)             | 1999 |
| SuperXero (By Myself Demo, 8-Track Version) (identisch mit Super Zero, 9-Track Version) | Linkin Park                                   | Hybrid Theory (8-Track Demo)             | 1999 |
| SuperXero (By Myself Demo, Hybridtheory.com Version)                                    | Linkin Park                                   |                                          | 1999 |
| SuperXero (By Myself Demo)                                                              | Chester Bennington, Brad Delson, Mike Shinoda | Hybrid Theory – 20th Anniversary Edition | 2020 |
| Symphonies of Light Reprise (2010 Demo)                                                 | Linkin Park                                   | Underground Sixteen                      | 2016 |

### T
| Titel                                               | Autoren     | Album                                           | Jahr |
| --------------------------------------------------- | ----------- | ----------------------------------------------- | ---- |
| The Catalyst (2010 Demo)                            | Linkin Park | Underground Sixteen                             | 2016 |
| The Cure (Cure for the Itch Demo)                   | Linkin Park | Hybrid Theory (Unmastered Studio Finals 5/7/00) | 2000 |
| The Cure for Mr. Hahn’s Itch (Pushing Me Away Demo) | Linkin Park | Hybrid Theory (Unmastered Studio Finals 5/7/00) | 2000 |
| The Untitled (In the End Demo)                      | Linkin Park | Hybrid Theory (Unmastered Studio Finals 5/7/00) | 2000 |
| Three Band Terror (Until It Breaks Demo No. 3)      | Linkin Park | Underground XIII                                | 2013 |
| TooLeGit (2010 Demo)                                | Linkin Park | Exklusive Downloadveröffentlichung              | 2015 |

### U
| Titel                      | Autoren     | Album                        | Jahr |
| -------------------------- | ----------- | ---------------------------- | ---- |
| Unfortunate (Demo 2002)    | Linkin Park | Underground X - Demos        | 2010 |
| Universe (2006 Demo)       | Linkin Park | Underground XIII             | 2013 |
| Untitled (In the End Demo) | Linkin Park | Hybrid Theory (8-Track Demo) | 1999 |

### W
| Titel                          | Autoren     | Album                              | Jahr                           |
| ------------------------------ | ----------- | ---------------------------------- | ------------------------------ |
| Wesside                        | Linkin Park | Meteora (20th Anniversary Edition) | 2023                           |
| What Are You Worth             | Linkin Park | nicht offiziell veröffentlicht     | nicht offiziell veröffentlicht |
| What We Don’t Know (Demo 2007) | Linkin Park | Underground X - Demos              | 2010                           |

### Y
| Titel                   | Autoren                          | Album              | Jahr |
| ----------------------- | -------------------------------- | ------------------ | ---- |
| YO (MTM Demo)           | Linkin Park                      | Underground Eleven | 2011 |
| You Ain’t Gotsta Gotsta | Mike Shinoda, Chester Bennington | Underground 8      | 2008 |